# Andijan Challenger 1996
L'Andijan Challenger 1996 è stato un torneo di tennis facente parte della categoria ATP Challenger Series nell'ambito dell'ATP Challenger Series 1996. Il torneo si è giocato a Andijan in Uzbekistan dal 29 aprile al 5 maggio 1996 su campi in cemento.

## Vincitori

### Singolare
Grant Stafford ha battuto in finale  Stéphane Simian con il punteggio di 6–2, 6–7, 6–4

### Doppio
Geoff Grant /  Maurice Ruah hanno battuto in finale  Mahesh Bhupathi /  Leander Paes con il punteggio di 6–4, 6–3